# Justin Mentell
Justin Michael Mentell (Austin, 16 de dezembro de 1982 - Mineral Point, 1 de fevereiro de 2010) era um ator norte-americano. Ele era mais conhecido por seu papel como Garrett Wells na série Boston Legal. Ele morreu em um acidente de carro em Mineral Point, Wisconsin.

## Vida e Carreira
Mentell nasceu em Austin, Texas. Ele fez sua estréia nos palcos aos três anos de idade, como um órfão em Miss Liberty, e passou a aparecer em produções teatrais locais, entre eles o musical Peter Pan, no qual ele interpretou um dos garotos perdidos. Depois que a família mudou-se para Waukegan, Illinois, Mentell juntou-se ao Teatro Infantil Northbrook, onde ele continuou a atuar no palco. Ele também fez patinação olímpica no gelo, alcançando a terceira colocação no Jogos Olímpicos Júnior e, eventualmente, tornou-se um membro da equipe de atletismo dos Speedskating.
Mentell estudou na Northern Illinois University (NIU), onde se formou em atuação. Ele apareceu em várias peças, incluindo Balm in Gilead, The Play's the Thing e Nunca o pecador. Durante seu segundo ano, ele treinou no Moscow Art Theatre, como parte de um programa de intercâmbio de verão patrocinado pela Escola de Teatro e Dança da NIU.
Na NIU ele também apareceu em vários filmes independentes, incluindo At the Still Point, pelo qual recebeu o Golden Reel Award de Melhor Ator no Festival de Cinema de 2005. Ele também apareceu em "Gotham III", em 2004, e usou suas habilidades de patinação para conseguir um papel na comédia de 2004 Ritmo Alucinante.
Mentell era um membro do elenco de televisão drama Boston Legal como Garrett Wells. Ele desempenhou o papel a partir do final da primeira temporada até fevereiro de 2006. Seus 2 009 projetos incluíram Death Walks the Streets e Força-G da Walt Disney Pictures, que foi lançado nos cinemas 24 de julho de 2009.

## Morte
Em 1º de fevereiro de 2010, Mentell morreu em um acidente de carro perto em Wisconsin. De acordo com o Departamento do Xerife do Condado de Iowa, Mentell foi declarado morto no local em torno de 09h00 O acidente foi dito ter ocorrido em torno de 03h30 após o seu Jeep sair da estrada, desceu um barranco e atingiu duas árvores. Uma possibilidade não confirmada é que ele tinha adormecido ao volante, embora o seu Jeep não foi descoberto, até que no final do dia um agricultor que passava alertou as autoridades. Ele não estava usando cinto de segurança e foi ejetado do veículo.

## Filmografia
- Gotham, IL (2004) ... Johnny Wall
- Ritmo Alucinante (2005) ... Skater
- At the Still Point (2005) ... Nate
- Boston Legal (2005–2006) ... Garrett Wells
- '77 (2006) ... Tony
- Palo Alto (2007) ... Ryan
- Força-G (2009) ... Terrell